# هربرت بول جرايس
هربرت بول جرايس (بالإنجليزية: Paul Grice)‏ (13 مارس 1913 - 28 أغسطس 1988)، ينشر أعماله عادةً باسم إتش بي جرايس أو إتش بول جرايس أو بول جرايس، كان فيلسوف لغة بريطانيًا مثقفًا قضى آخر عشرين سنة من حياته المهنية في الولايات المتحدة.
أثرت مؤلفات جرايس عن طبيعة المعنى على دراسة علم المعاني من المنظور الفلسفي. وتعد نظريته حول الاستلزام من أهم وأكثر المساهمات تأثيرًا في علم التداوليات.

## حياته
ولد جرايس وتربى في هاربورن (إحدى ضواحي مدينة برمنغهام الآن)، في المملكة المتحدة، ودرس في كلية كليفتون، ثم في كلية كوربوس كريستي، جامعة أكسفورد.
وبعد فترة وجيزة من التدريس في مدرسة روسال، عاد مرة أخرى إلى جامعة أكسفورد حيث قام بالتدريس فيها حتى عام 1967. وفي تلك السنة، انتقل إلى الولايات المتحدة للحصول على الأستاذية من جامعة كاليفورنيا، بيركيلي، حيث استمر في التدريس حتى وافته المنية في عام 1988. وقد عاد إلى المملكة المتحدة في عام 1979 لإلقاء سلسلة محاضرات جون لوك عن سمات المنطق. وقد أعاد طباعة العديد من مقالاته وأبحاثه في كتابه الوداعي دراسات في الكلمات (Studies in the Way of Words) في عام 1989.
تزوج وأنجب طفلين. وعاش هو وزوجته في منزل على الطراز الإسباني القديم في منطقة تلال بيركيلي.

## دراسات جرايس حول المعنى
إن واحدة من أكثر مساهمتين مؤثرتين لجرايس في دراسة اللغة والتواصل هي نظريته عن المعنى، والتي بدأ في تطويرها في مقاله «المعنى» (Meaning) الذي كتبه في عام 1948 ولكنه نشر فقط في عام 1957 بعد تشجيع من زميله بي إف ستراوسون. وطور جرايس نظريته عن المعنى أكثر في محاضرته الخامسة والسادسة من سلسلة محاضرات ويليام جيمس والتي ألقاها عن «المنطق والمحادثة» (Logic and Conversation) في هارفارد في عام 1967. وتم نشر هاتين المحاضرتين في البداية بعنوان «مقاصد المتكلم ونواياه» (Utterer's Meaning and Intentions) في عام 1969 و«مقاصد المتكلم ومقاصد الجملة ومقاصد الكلمة» (Utterer’s Meaning, Sentence Meaning, and Word Meaning) في عام 1968، وتم تجميعهما فيما بعد مع المحاضرات الأخرى ليشكلا الجزء الأول من كتاب «دراسات في الكلمات» (Studies in the Way of Words) في عام 1989.

### المعنى الطبيعي في مقابل المعنى غير الطبيعي
بدأ جرايس مقالة «المعنى» باستخدام أساليب فلسفة اللغة العادية للتمييز بين ما يطلق عليه «المعنى الطبيعي» (كما في «تلك البقع تعني الحصبة.») وما يطلق عليه «المعنى غير الطبيعي» (كما في «جونز يعني أنه سيتأخر» أو «'snow' تعني 'الثلج'»). ولا يحاول جرايس تقديم تعريفات لهذين المعنيين للفعل «يعني»، كما لا يقدم نظرية صريحة تميز المفاهيم ذات الصلة المستخدمان للتعبير عنها، بل يعتمد على خمسة اختلافات في استخدامات اللغة العادية لإظهار أننا نستخدم الكلمة بطريقتين مختلفتين (على الأقل).

### الأسس الدلالية للمقصدية
عمد جرايس في باقي مقالة «المعنى» وفي مناقشاته عن المعنى في محاضرة «المنطق والمحادثة» إلى التوسع في تناول المعنى غير الطبيعي. وأصبح يطلق على منهجه العام في دراسة المعنى غير الطبيعي لاحقًا اسم «الأسس الدلالية للمقصدية»، نظرًا لأنه يحاول تفسير المعنى غير الطبيعي فيما يتعلق بفكرة نوايا المتكلم. ولتحقيق ذلك، ميّز جرايس بين نوعين من المعاني غير الطبيعية:
المعنى لدى المتكلم: ما يقصده المتحدث بكلامه. (لم يقدم جرايس هذا المصطلح إلا في محاضرة «المنطق والمحادثة». والمصطلح الأكثر شيوعًا في الدراسات المعاصرة هو «معنى المتكلم»، بالرغم من عدم استخدام جرايس لهذا المصطلح).
المعنى الدائم: هو المعنى الذي يمكن الحصول عليه عن طريق أحد أنواع التعبيرات، مثل كلمة أو جملة. (وكثيرًا ما يطلق عليه «المعنى التقليدي»، بالرغم من أن جرايس لم يسمه كذلك).
توجد خطوتان في الأسس الدلالية للمقصدية هما (1) تحديد مقاصد المتكلم من حيث النوايا العلنية للمتكلم الموجهة للمستمع، ثم (2) تحديد المعنى الدائم من حيث مقاصد المتكلم. وبالتالي، فإن الأثر النهائي هو تعريف كافة المفاهيم اللغوية المتعلقة بالمعنى من خلال مصطلحات عقلية بحتة، وبالتالي تسليط الضوء على المجال الدلالي من منظور نفسي.